# Сінко-Олівас
Сінко-Олівас (ісп. Cinco Olivas) — муніципалітет в Іспанії, у складі автономної спільноти Арагон, у провінції Сарагоса. Населення — 123 особи (2010).
Муніципалітет розташований на відстані близько 300 км на схід від Мадрида, 55 км на південний схід від Сарагоси.

## Демографія
Динаміка населення (INE ):